# Teófilo de Luis
Teófilo de Luis Rodríguez (La Habana, 20 de junio de 1952) es un político español, diputado por Madrid en el Congreso durante las legislaturas V, VI, VII, VIII, IX, X, XI y XII.

## Biografía
Licenciado en Ciencias Económicas por la Universidad Complutense de Madrid en 1977. Fue coordinador de la asesoría (1982-1986), coordinador (1986-1989) y secretario técnico (1989-2012) del Grupo Parlamentario Popular, y secretario IV de la Mesa del Congreso de los Diputados desde 2012. En julio de 1995 accedió al Congreso, en sustitución de Luis Eduardo Cortés Muñoz, y ha sido elegido diputado desde entonces. En su actividad parlamentaria se ha interesado por temas relacionados con Cuba.